# 1495
1495 (MCDXCV) fue un año común comenzado en jueves del calendario juliano.

## Acontecimientos
- 28 de junio: en Italia,la Batalla de Seminara,enfrentó a las tropas de España, que abrían un nuevo frente en Calabria, y de Francia en el marco de la llamada Guerra italiana de 1494-1498.
- 25 de octubre: en Portugal, el rey Manuel I comienza su reinado.

### Sin Fecha
- Reforma imperial en el Sacro Imperio
- Carlos VIII de Francia toma el reino de Nápoles. Venecia, Milán, el papa, el emperador y los Reyes Católicos forman una liga contra él y le obligan a retirarse.

## Arte y literatura
- Miguel Ángel - La Pietá.
- Leonardo da Vinci - La última cena.
- Botticelli - Pieda.
- Botticelli - La calumnia de Apeles

## Nacimientos
- Bernal Díaz del Castillo

## Fallecimientos
- 11 de enero: Pedro González de Mendoza, en Guadalajara, cardenal de España y arzobispo de Toledo.